# August Vanistendael
August Vanistendael (* 9. Januar 1917 in Birtley, Northumberland, England; † 8. September 2003 in Löwen, Flämisch-Brabant, Belgien) war ein belgischer Dichter und Gewerkschaftsfunktionär.

## Biografie

### Aufstieg zum Generalsekretär des IBCG
Nach dem Besuch weiterführender Schulen in Hechtel und Sint-Truiden wurde er Angestellter der BAC, der Bank des Allgemeinen Christlichen Arbeitnehmerverbandes (ACW). 1938 wechselte er zur Allgemeinen Christlichen Gewerkschaft (ACW) und wurde Sekretär dort in der Zentrale für den Fachbereich Horeca, ehe er 1941 Sekretär des Dachverbandes für den Tourismus wurde. 1944 erfolgte seine Ernennung zum Sekretär der Landelijke Bediendencentrale, der heutigen größten Gewerkschaftszentrale LBC-NVK.
Nach dem Zweiten Weltkrieg begann er seine Laufbahn beim Internationalen Bund Christlicher Gewerkschaften (IBCG) und wurde 1947 dessen Stellvertretender Generalsekretär. Nachdem er 1952 Generalsekretär des IBCG wurde, erweiterte dieser seinen inhaltliche Ausrichtung, so dass sich nach dem Kongress von Saigon 1959 auch von anderen Religionen geprägte Gewerkschaften dem IBCG anschließen konnten. In der Folgezeit traten zahlreiche Gewerkschaften aus neu gegründeten Staaten Südamerikas, Afrikas und Asiens bei. Er selbst bereiste diese Länder und förderte die Einrichtung von Bildungsinstituten zur Schulung der dortigen Gewerkschaftsfunktionäre. Daraus entstanden auch Debatten über die Entwicklung und Durchführung der Entwicklungshilfe in diesen Staaten. 1968 änderte der IBCG seinen Namen in Weltverband der Arbeitnehmer, um dadurch die religiöse Neutralität auch namentlich zu dokumentieren.
Vanistendael genoss weltweit großes Ansehen und war nicht nur persönlicher Berater des deutschen Bundeskanzlers Konrad Adenauer, des Erzbischofs von Köln Joseph Kardinal Frings und von Johannes Schauff, sondern während des Zweiten Vatikanischen Konzils einer von sechs Laien-Auditoren.
1961 war einer Gründungsvorsitzender der Organisation Zusammenarbeit und Solidarität, die Stipendien an Studenten aus Entwicklungsländern vergab, sowie von Pro Mundi Vita, einem Studien- und Informationszentrum für Entwicklungshilfe. Zwischen 1963 und 1976 war er außerdem Lektor am Institut für die Studien der Entwicklungsländer an der Katholieke Universiteit Leuven. 1964 gehörte er zu den Rednern auf einem Kongress der Internationalen Katholischen Studentenorganisation Pax Romana ICMICA.
1967 erfolgte seine Ernennung zum Sekretär der im selben Jahr gegründeten Coopération Internationale pour le Développement Socio-Economique (CIDSE), einem katholischen Netzwerk von Nichtregierungsorganisationen in der Entwicklungshilfe, das 1981 in Coopération Internationale pour le Développement et la Solidarité umbenannt wurde. Daneben war er zwischen 1975 und seiner Pensionierung 1983 Vorsitzender der belgischen Caritas. Auch nach seinem Eintritt in den Ruhestand blieb er in zahlreichen Organisationen wie Pax Christi aktiv.

### Schriftstellerische Tätigkeit
August Vanistendael war außerdem als Schriftsteller tätig und gab drei Anthologien seiner Gedichte heraus:
- Schakel der ziel (1944)
- Ik zal kort zijn (1980)
- Ik ben onder Gods adem (1996)

## Familie
Sein Sohn Geert van Istendael ist ebenfalls Dichter sowie Essayist und Publizist, während sein Sohn Frans Vanistendael Professor für Steuerrecht an der Katholieke Universiteit Leuven ist und zwischen 1986 und 1987 auch Königlicher Kommissar für Steuerreformen war.

## Ehrungen
1982 wurde Vanistendael Ehrenmitglied im Unitas-Verband. Für seine Verdienste wurde er am 2. Dezember 1983 von König Baudouin I. mit dem Ehrentitel eines Staatsministers gewürdigt. Darüber hinaus wurde ihm 1988 ein Ehrendoktortitel der Katholieke Universiteit Leuven verliehen.

## Nachlass
Sein umfangreiches Archiv von Reden, Briefen und Dokumenten befindet sich im Documentatie- en Onderzoekscentrum voor Religie, Cultuur en Samenleving (KADOC) der Katholieke Universiteit Leuven.